# Rieckhof (Kulturzentrum)

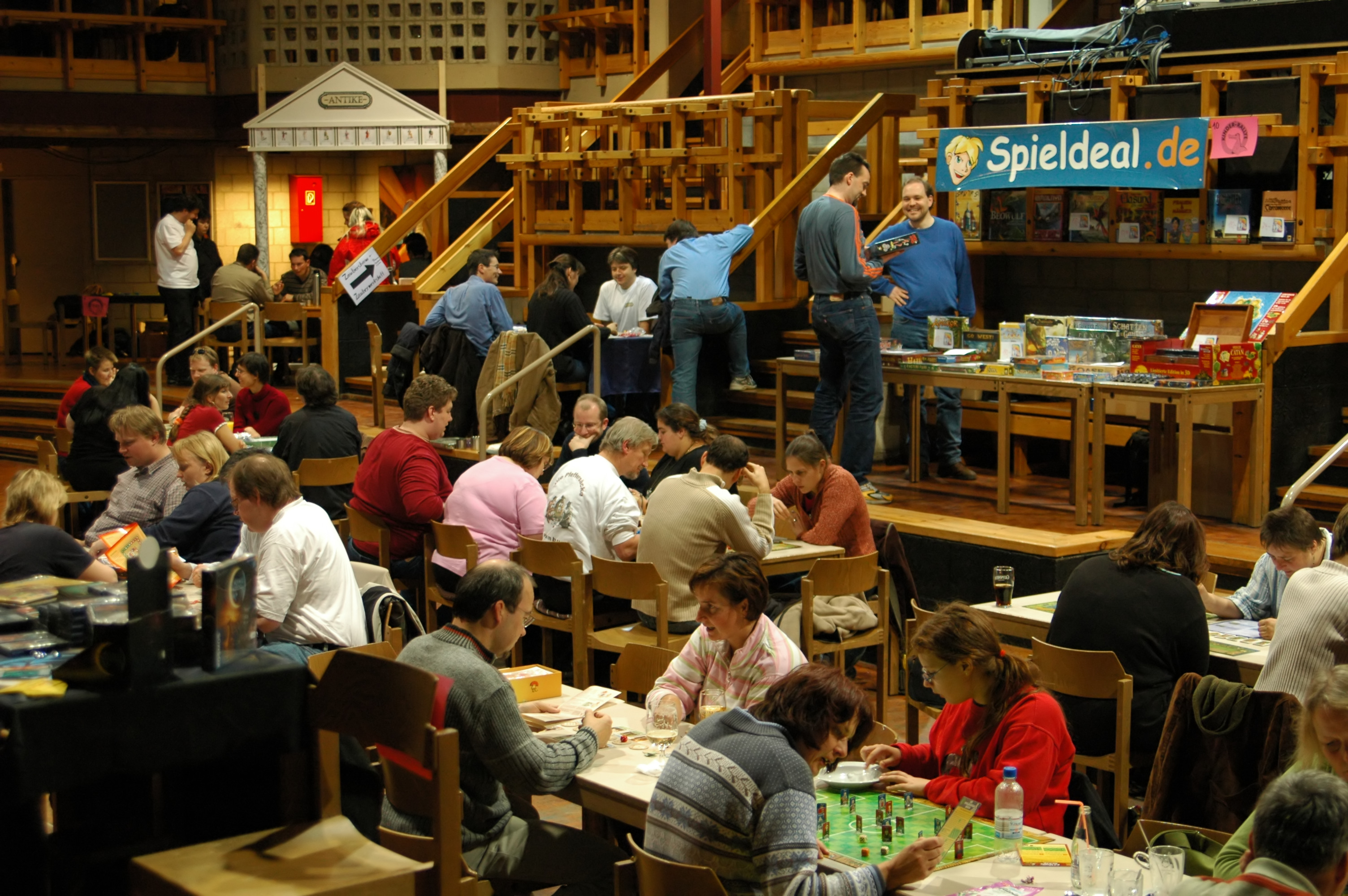
Das Fest der Spiele 2005 im Rieckhof

Der Rieckhof war ein Kulturzentrum in Hamburg-Harburg. Er verfügte über einen Veranstaltungssaal für bis zu 1000 Personen sowie 6 Gruppenräume. Es wurden Veranstaltungen verschiedener Art angeboten, darunter Konzerte verschiedener Musikrichtungen, Theater, Comedy, Kabarett, Partys und Flohmärkte. Seit dem 11. Juni 2021 steht das Gebäude unter Denkmalschutz.

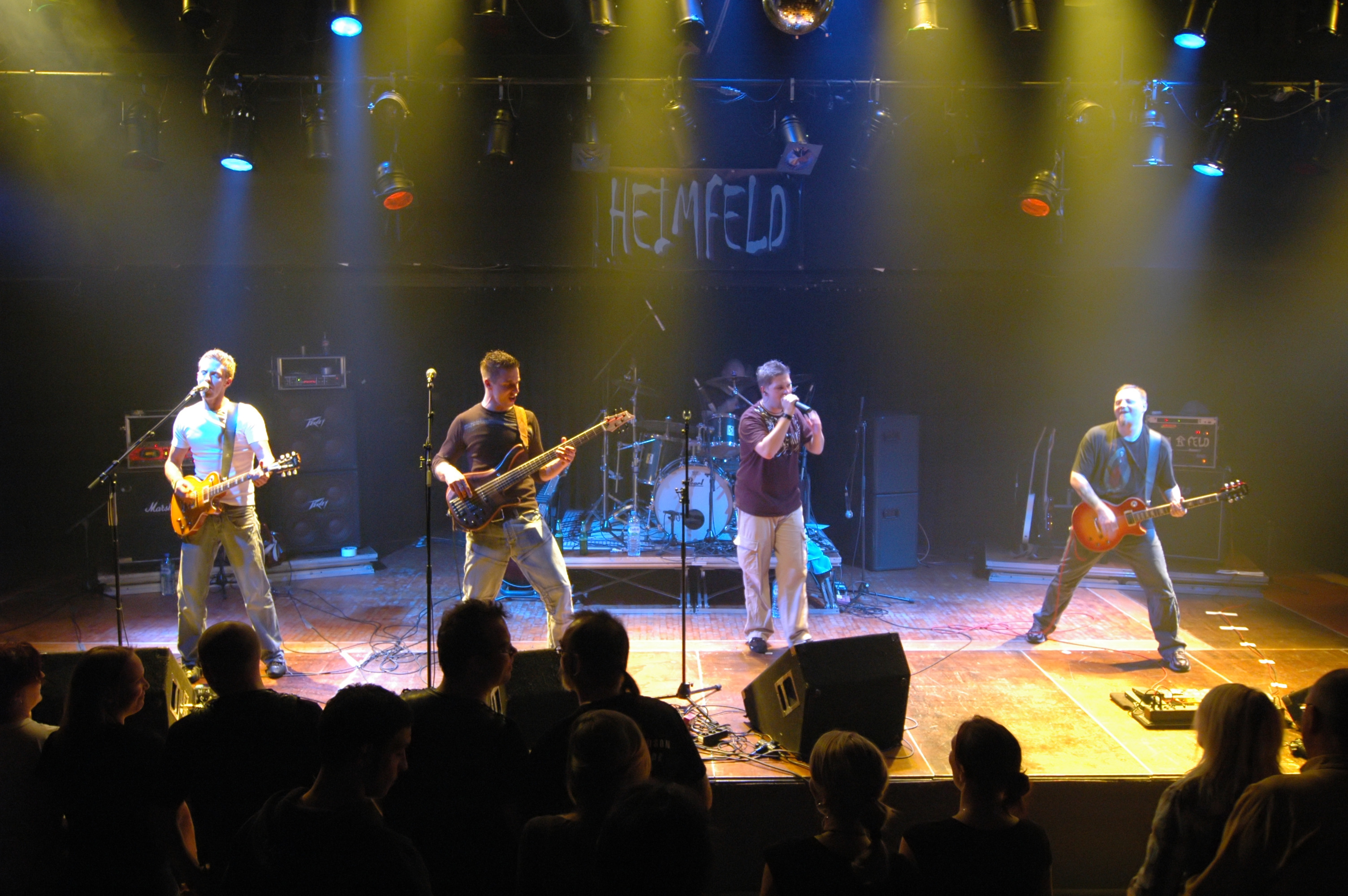
Die Band Heimfeld im Rieckhof, 11/2006

Der Rieckhof hatte auch Raum für Selbsthilfegruppen, Arbeitsgemeinschaften, Spielegruppen und Seniorenangebote gegeben. Zum Rieckhof gehörte ein Gastronomiebetrieb, die Rieckhof-Kneipe. Der Rieckhof war Mitglied der Hamburger Initiative SüdKultur.
Die Finanzierung des Rieckhofs war wiederholt ein Streitthema der Lokalpolitik. Am 30. Juni 2022 lief der Vertrag zwischen dem Bezirksamt Harburg und dem Trägerverein aus. Das Kulturzentrum wurde geschlossen.

## Geschichte
Der Rieckhof wurde 1984 eröffnet. Die Trägerschaft wurde dem Verein Freizeitzentrum Hamburg-Harburg e. V. von der Bezirksversammlung übertragen. Der Verein hatte vorher bereits das Freizeitzentrum Nöldekestraße betrieben. Von den ursprünglich drei geplanten Bauabschnitten wurden nur zwei realisiert, ein zusätzlicher kleiner Veranstaltungssaal fiel Einsparungen zum Opfer.
Der Name Rieckhof wurde in einer öffentlichen Ausschreibung gewählt. Er setzt sich zum einen zusammen aus dem Namen Adolf Rieckhoff, einem Opfer des Nationalsozialismus, nach dem die Rieckhoffstraße benannt wurde und an der das Kulturzentrum liegt. Zum anderen aus dem Begriff Hof, der für einen offenen Treffpunkt stehen soll.

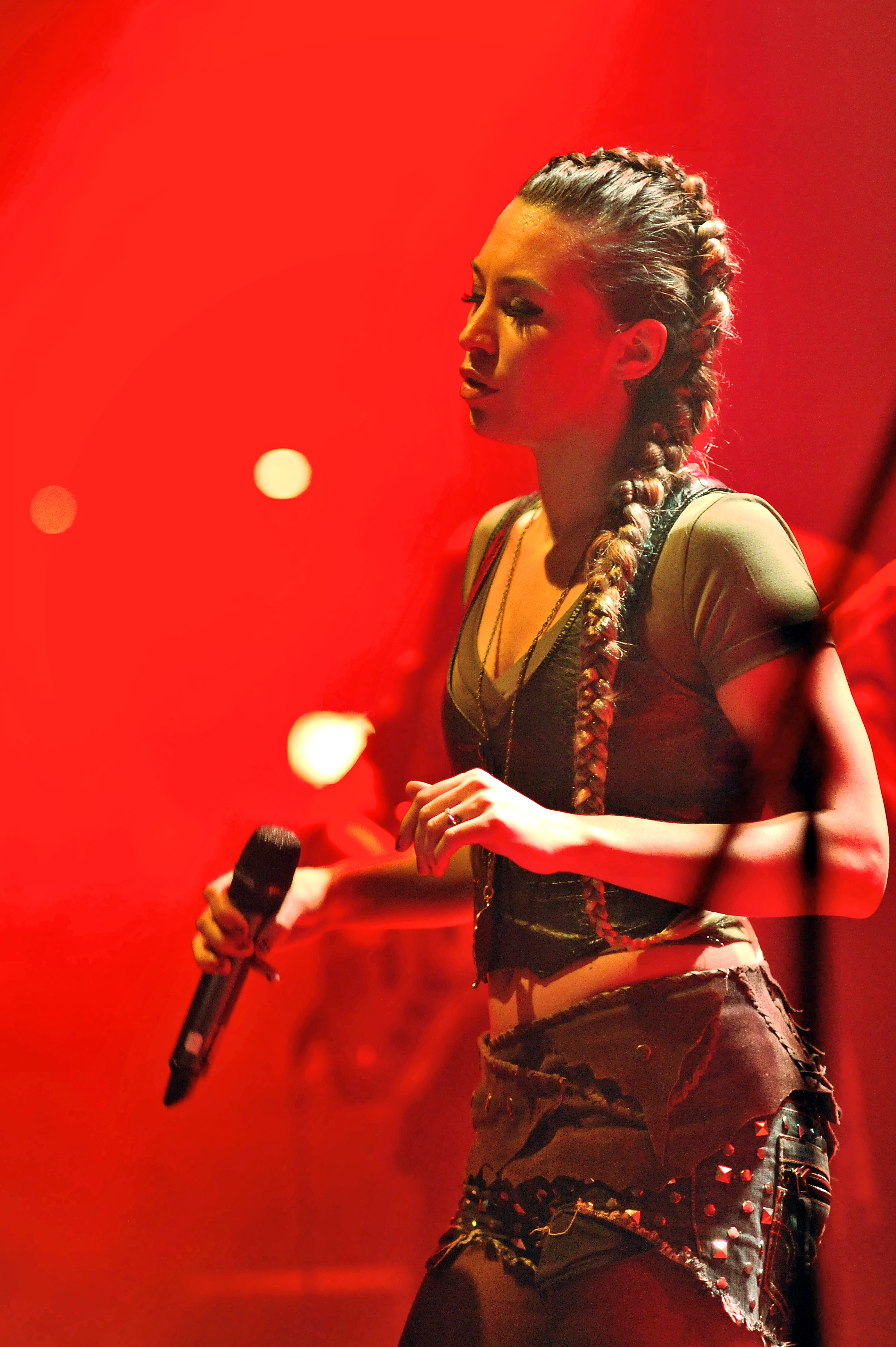
Ronja Hilbig (Ronjas Räuber), 30 Jahre Rieckhof 11/2014

Am 15. November 2014 wurde das 30-jährige Bestehen des Rieckhofs gefeiert.

### Neuausschreibung der Trägerschaft 2021/2022
Im April 2021 wurde bekannt, dass das Bezirksamt Harburg nach 37 Jahren die Trägerschaft des Rieckhofs neu ausschreiben will. Dem Verein Freizeitzentrum Hamburg-Harburg e. V. sollte die Trägerschaft entzogen werden. Obwohl dem Trägerverein keine Kritik mitgeteilt wurde, beschloss die Harburger Behördenleitung, dass es für den Rieckhof ab Januar 2022 keine finanziellen Mittel mehr geben soll. Um dem Vorwurf der Insolvenzverschleppung vorzubeugen, kündigte der Trägerverein daraufhin alle Verträge, die den Rieckhof betreffen. In einer  Sitzung des Kulturausschusses der Bezirksversammlung Harburg wurde eingeräumt, dass es ein in Hamburg bisher „einmaliger Vorgang“ sei, einem langjährigen Träger einer Einrichtung wie dem Rieckhof in dieser Form die Trägerschaft zu entziehen.
Nach einer Pressemeldung steht der bisherige Leiter des Rieckhofs für die Geschäftsführung nach diesen Ereignissen nicht mehr zur Verfügung. Diesem Bericht, wie auch der Darstellung der Verwaltung widersprachen Geschäftsführer und Trägerverein. Sie wollen sich für die Weiterführung der bisherigen Trägerschaft einsetzen. Im Juni 2021 wurde dem Bezirksamt eine Petition mit über 2200 Unterschriften zum Erhalt des Rieckhof in seiner bisherigen Form übergeben.
Im August 2021 wurde die Finanzierung des bisherigen Trägervereins bis 30. Juni 2022 verlängert.
Ende Oktober 2021 wurde ein „Begleitgremium“ für das Interessenbekundungsverfahren gegründet. Die Einrichtung soll von einem „Stadtteilkulturzentrum“ in ein „Bürgerhaus“ umgewandelt werden, welches dann vollständig der Kontrolle des Bezirksamts unterliegt. Eine Beteiligung der Bürger soll erst nach der endgültigen Umsetzung des neuen Konzepts und dem angestrebten Betreiberwechsel Mitte 2022 stattfinden. Am 2. November 2021 wurde die Ausschreibung des Interessenbekundungsverfahrens veröffentlicht. Die Vorgehensweise und die vorgestellten Ideen trafen auf vielfältige Kritik. Nach der Veröffentlichung wurde der Ausschreibungstext am 8. November 2021 nachträglich geändert.
Die weitere Durchführung des Verfahrens wurde scharf kritisiert.
Ebenso das Vorgehen des Bezirksamts.
Die Jury empfahl den Betrieb an die Stiftung Kulturpalast zu übergeben, die bereits den Kulturpalast Hamburg betreibt.
Nach verschiedenen Abschiedsveranstaltungen hat der bisherige Trägerverein das Gebäude am 30. Juni 2022 „besenrein“ übergeben, es gilt ein „Betretungsverbot“. Der Trägerverein musste am 8. Dezember 2022 Insolvenzantrag stellen, da er die Verpflichtungen gegenüber der Versorgungsanstalt des Bundes und der Länder bezüglich der Pensionszahlungen für frühere Mitarbeiter mangels staatlicher Zuwendungen nicht erfüllen konnte.